# Liste der Stolpersteine in Wyk auf Föhr
Die Liste der Stolpersteine in Wyk auf Föhr enthält alle Stolpersteine, die im Rahmen des gleichnamigen Kunst-Projekts von Gunter Demnig in Wyk auf Föhr verlegt wurden. Mit ihnen soll an Opfer des Nationalsozialismus erinnert werden, die in Wyk auf Föhr lebten und wirkten.

## Verlegte Stolpersteine
| Bild                             | Inschrift | Adresse                        | Verlegedatum  | Anmerkung   |
| -------------------------------- | --- | ------------------------------ | ------------- | ----------- |
| Stolperstein Elsa von Biela      | Hier wohnte Elsa von Biela geb. Jacobson Jg. 1877 deportiert 1942 aus Dresden nach Riga ???                                                                       | Sandwall 29 (Lage)             | 22. Aug. 2004 | [ 1 ]       |
| Stolperstein Christine Jürgensen | Hier wohnte Christine Jürgensen Jg. 1902 eingewiesen 1920 Heilanstalten Schleswig-Stadtfeld ’verlegt’ 14.9.1944 Heilanstalt Meseritz Obrawalde ermordet 22.9.1944 | Boldixum Grönland Nr. 2 (Lage) | 29. Juni 2020 | [ 2 ] [ 3 ] |